# Tuy An Bắc
Tuy An Bắc là một xã thuộc tỉnh Đắk Lắk, Việt Nam.

## Lịch sử
Ngày 16 tháng 6 năm 2025, Ủy ban Thường vụ Quốc hội ban hành Nghị quyết số 1660/NQ-UBTVQH15 về việc sắp xếp các đơn vị hành chính cấp xã của tỉnh Đắk Lắk năm 2025 (có hiệu lực từ ngày 1 tháng 7 năm 2025). Trong đó, hợp nhất các thị trấn Chí Thạnh, xã An Dân và xã An Định thành xã Tuy An Bắc.